# 7953 Kawaguchi
7953 Kawaguchi eller 1993 KP är en asteroid i huvudbältet som upptäcktes den 20 maj 1993 av den japanska astronomen Satoru Otomo i Kiyosato. Den är uppkallad efter Masaya Kawaguchi.
Asteroiden har en diameter på ungefär 5 kilometer.